# Running Scared
Running Scared („Бягам уплашен“) е песен, изпълнена от азербайджанската поп група „Ел и Ники“. Песента става победител на „Евровизия 2011“ с общо 221 точки.

### В музикалните класации
- Австрия (Ö3 Austria Top 40) – 22
- Белгия (Ultratop 50 Flanders) – 37
- Белгия (Ultratip Wallonia) – 7
- Великобритания (UK Singles Chart) – 61
- Германия (Media Control AG) – 33
- Ирландия (IRMA) – 41
- Нидерландия (Mega Single Top 100) – 59
- Румъния (Romanian Top 100) – 99
- Русия (Digital Chart) – 10
- Словакия (IFPI) – 50 [1]
- Швейцария (Schweizer Hitparade) – 11